# Vyškovi járás

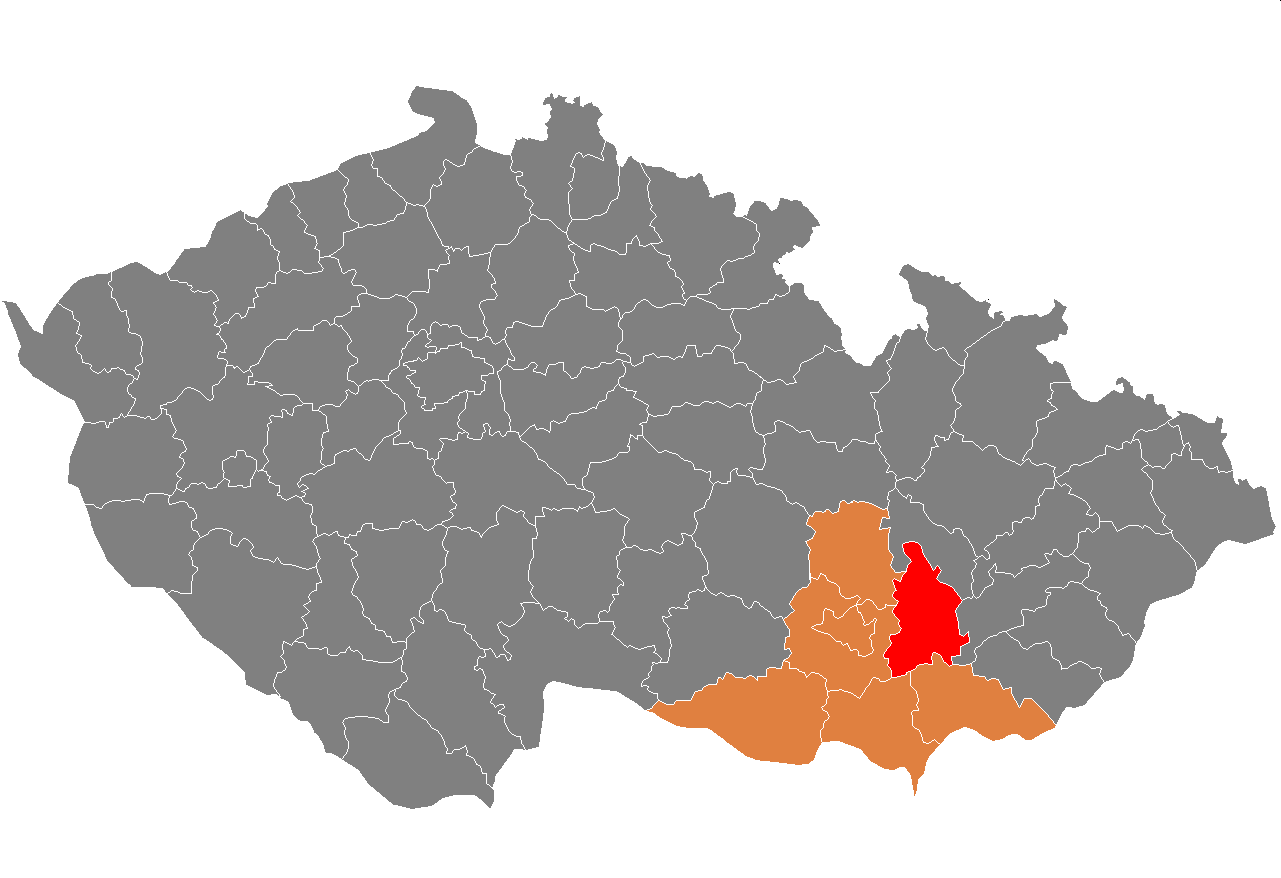
A Vyškovi járás

A Vyškovi járás (csehül: Okres Vyškov) közigazgatási egység Csehország Dél-morvaországi kerületében. Székhelye Vyškov. Lakosainak száma 89 418 fő (2009). Területe 876,06 km².

## Városai, mezővárosai és községei
A városok félkövér, a mezővárosok dőlt, a községek álló betűkkel szerepelnek a felsorolásban.
Bohaté Málkovice •
Bohdalice-Pavlovice •
Bošovice •
Brankovice •
Březina •
Bučovice •
Chvalkovice •
Dětkovice •
Dobročkovice •
Dražovice •
Drnovice •
Drysice •
Habrovany •
Heršpice •
Hlubočany •
Hodějice •
Holubice •
Hostěrádky-Rešov •
Hoštice-Heroltice •
Hrušky •
Hvězdlice •
Ivanovice na Hané •
Ježkovice •
Kobeřice u Brna •
Kojátky •
Komořany •
Kozlany •
Kožušice •
Krásensko •
Křenovice •
Křižanovice •
Křižanovice u Vyškova •
Kučerov •
Letonice •
Lovčičky •
Luleč •
Lysovice •
Malínky •
Medlovice •
Milešovice •
Milonice •
Moravské Málkovice •
Mouřínov •
Němčany •
Nemochovice •
Nemojany •
Nemotice •
Nesovice •
Nevojice •
Nížkovice •
Nové Sady •
Olšany •
Orlovice •
Otnice •
Podbřežice •
Podivice •
Podomí •
Prusy-Boškůvky •
Pustiměř •
Račice-Pístovice •
Radslavice •
Rašovice •
Rostěnice-Zvonovice •
Rousínov •
Ruprechtov •
Rybníček •
Šaratice •
Slavkov u Brna •
Snovídky •
Studnice •
Švábenice •
Topolany •
Tučapy •
Uhřice •
Vážany •
Vážany nad Litavou •
Velešovice •
Vyškov •
Zbýšov •
Zelená Hora

## Fordítás
- Ez a szócikk részben vagy egészben  a   Vyškov District című angol Wikipédia-szócikk ezen változatának fordításán alapul.  Az eredeti cikk szerkesztőit annak laptörténete sorolja fel. Ez a jelzés csupán a megfogalmazás eredetét és a szerzői jogokat jelzi, nem szolgál a cikkben szereplő információk forrásmegjelöléseként.
- Ez a szócikk részben vagy egészben  az   Okres Vyškov című cseh Wikipédia-szócikk ezen változatának fordításán alapul.  Az eredeti cikk szerkesztőit annak laptörténete sorolja fel. Ez a jelzés csupán a megfogalmazás eredetét és a szerzői jogokat jelzi, nem szolgál a cikkben szereplő információk forrásmegjelöléseként.